# Calle Diego Barros Arana (Concepción)
La Calle Diego Barros Arana es una calle donde se concentra una buena parte del comercio de la ciudad de Concepción, en Chile. La calle, otrora llamada justamente calle Comercio, actualmente lleva el nombre del pedagogo, diplomático e historiador chileno Diego Barros Arana.
Esta calle pasa por la Plaza de la Independencia, y fue ideada a fines del siglo XIX como una de las principales arterias viales de la ciudad.

## Historia

### La calle Comercio

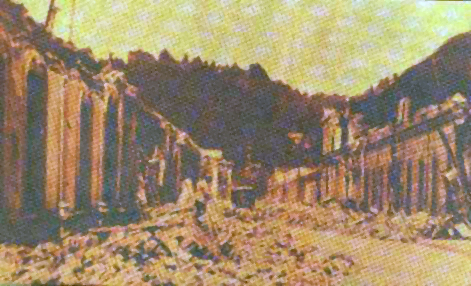
Calle Barros Arana, luego del terremoto de 1939.

Antiguamente se denominaba calle Comercio, dando cuenta de la intensa actividad comercial y hotelera que constituía para la ciudad. Este nombre se utilizó hasta la década de 1920.
Por esta calle circularon además los tranvías de Concepción, que fueron el primer medio de transporte público de la ciudad, inaugurados en 1886 y que en 1908 y hasta 1941 funcionaron fueron actualizados por tranvías eléctricos. La estación de ferrocarriles se ubicaba en el origen de la misma calle Comercio, perpendicular a la actual Avenida Arturo Prat, por entonces llamada calle La Puntilla. Hasta la década de 2010, si bien en condición de abandono, todavía se conservaba el par de rieles de los históricos tranvías de la zona, hasta que fueron retirados y desechados durante la construcción de la Torre Mall Center.

### Remodelación de la calle
En 1939, el Terremoto de Chillán destruyó buena parte de los portales que la caracterizaban, quedando como fiel representante de ellos el actualmente presente en el Paseo Peatonal Alonso de Ercilla y Zúñiga, vía peatonal que comenzó a construirse en 1980.
Esta calle es el ingreso para diversas galerías de la ciudad, y actualmente se está desarrollando el Proyecto Bulevar Diego Barros Arana, que es la unión de la Plaza de la Independencia con el Barrio Cívico de Concepción.

## Bulevar Diego Barros Arana

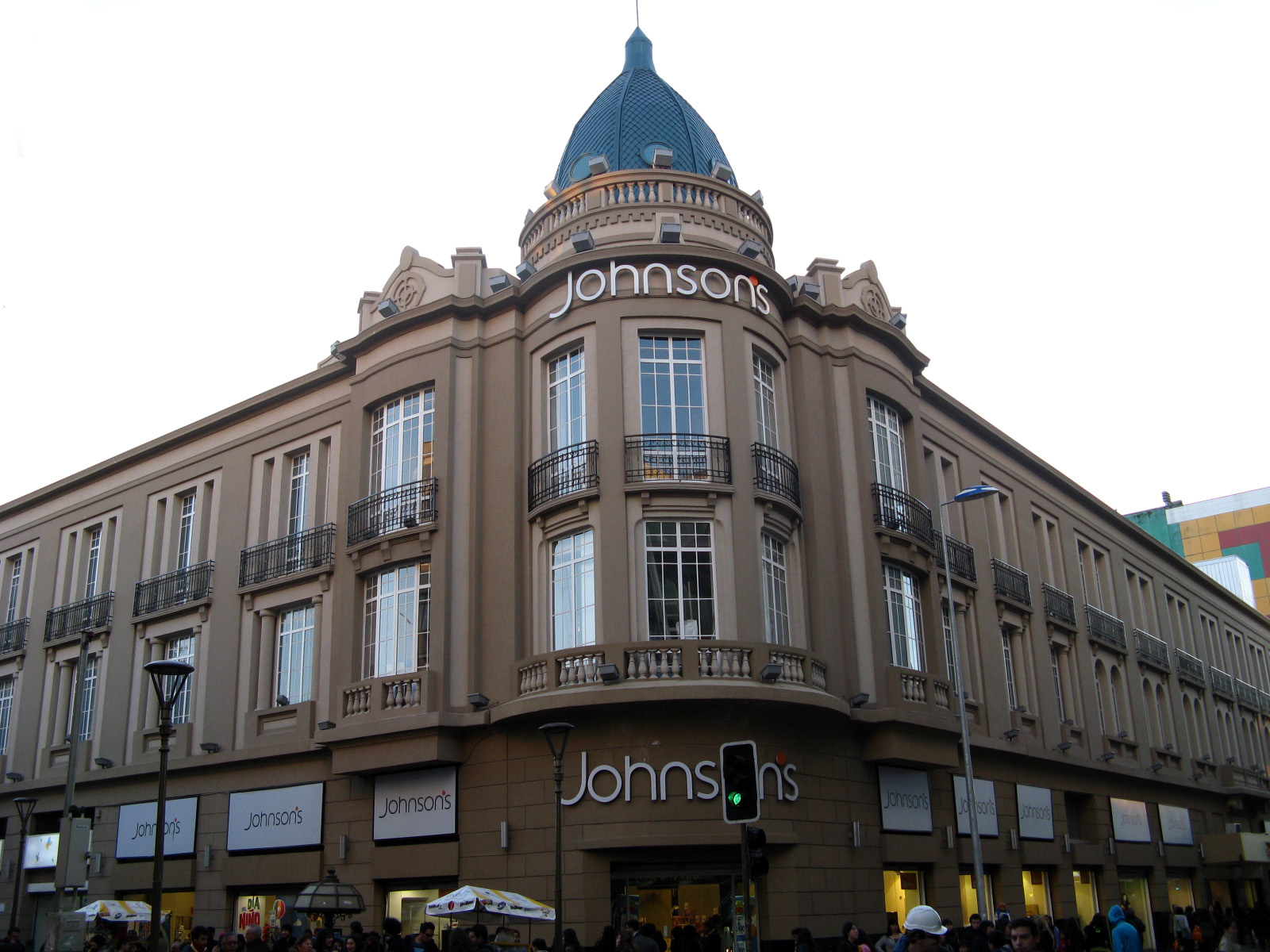
El Palacio Hirmas en la Calle Barros Arana, en la esquina con Colo-Colo.

El proyecto del Bulevar Diego Barros Arana entre calle Caupolicán y Plaza España, pretende unir el centro comercial y comunal con el nuevo centro cívico regional, en la Antigua Estación Central de Concepción, mediante una vía semipeatonal, que facilite el desplazamiento peatonal en esta arteria. Este proyecto se puede considerar como una continuación del desarrollo del Paseo Peatonal Alonso de Ercilla y Zúñiga, realizado en la década de 1980 y principio de 1990. Su denominación aparece con la presentación del Plan de Recuperación de la Ribera Norte del Biobío, en el año 1994.
La primera etapa se mejora el tramo semipeatonal entre Calles Caupolicán y Lincoyán, modificando la cantidad de pista y arreglando la vereda norponiente, poniendo los escudos de las comunas de la provincia de Concepción, mediante mosaicos.
La segunda etapa es un paseo semipeatonal entre Calles Angol y Salas.
La tercera etapa (no ejecutada) es un paseo semipeatonal entre Salas y Plaza España.

## Ubicación y trayecto

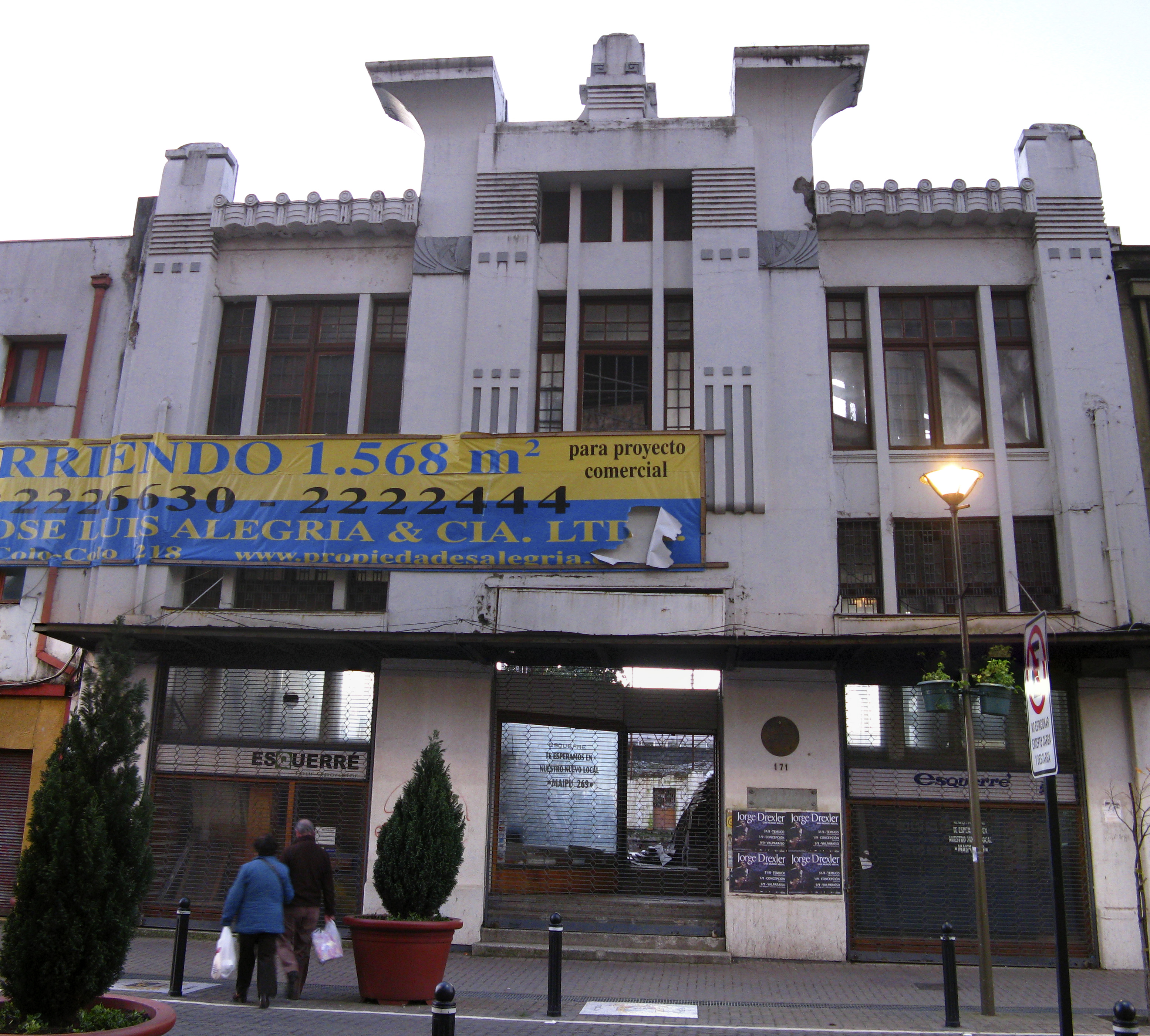
Fachada de la Casa Esquerre con aviso entorpeciendo su apreciación. Representante del art decó en la ciudad de Concepción.

La calle nace en la Avenida Arturo Prat (altura del número 0). En este tramo tiene dos ramas que rodean la Plaza España. Entre Serrano y Angol, es una calle normal unidireccional con sentido de tránsito hacia noreste. Luego es un paseo semipeatonal, entre Angol y Aníbal Pinto, desarrollándose el Bulevar Diego Barros Arana y el Paseo Peatonal Alonso de Ercilla y Zúñiga. En Aníbal Pinto el flujo vehicular es desviado hacia el sureste. En este punto, se desarrolla plenamente parte del Paseo Peatonal Alonso de Ercilla y Zúñiga, con parte importante del comercio de Concepción. En calle Castellón retoma su función vehicular en forma unidireccional hacia el noreste, tomando parte del tránsito de esa calle. Pasa por un costado del Palacio y Plaza de los Tribunales. Pasa por un costado de la fachada del Antiguo Teatro Municipal de Concepción. Es cruzada por Avenida Paicaví. Un poco antes de su término la cruza la calle Ainavillo, en donde se encuentra a media cuadra la Universidad del Desarrollo. En la parte final, desde Lautaro hasta su término, posee una ciclovía. Termina en el cruce de las calles Lientur, Roosevelt y Don Juan Bosco, frente a la Plaza San Juan Bosco.